# Mojné
Mojné település Csehországban, a Český Krumlov-i járásban. Mojné Zlatá Koruna, Zubčice, Velešín, Dolní Třebonín, Mirkovice és Přísečná településekkel határos. Lakosainak száma 300 fő (2024. január 1.).

## Népesség
A település lakosságának változását az alábbi diagram mutatja:
| Lakosok száma | 525  | 491  | 455  | 308  | 272  | 199  | 253  | 253  | 282  | 300  |
|               | 1869 | 1890 | 1921 | 1950 | 1980 | 2001 | 2017 | 2019 | 2022 | 2024 |